# Peugeot Kisbee

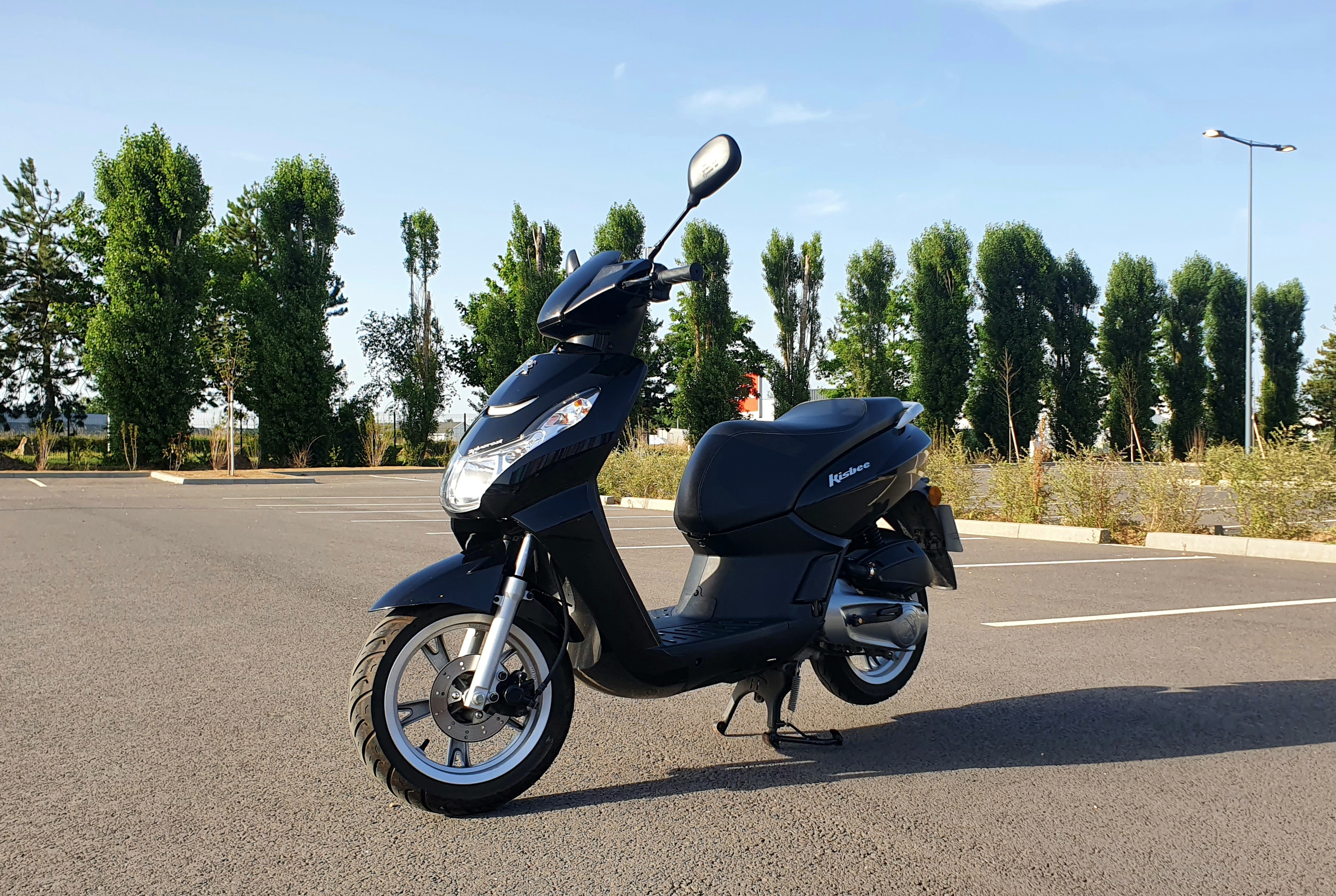
Peugeot Kisbee

Peugeot Kisbee ist ein Motorroller des Herstellers Peugeot Motocycles. Alternativ ist er als RS-Modell erhältlich, das von der Technik her jedoch gleich, lediglich optisch etwas aufgewertet und verschieden farbig lackiert ist. Die sportliche Version ist zweifarbig lackiert, enthält aber auch dieselbe Technik.
Ende 2020 wurde die RS-Version durch die GT-Version ersetzt, zudem wurde die Streetline-Version mit Schutzvorrichtungen angeboten.

## Technische Daten
|                           | Peugeot Kisbee 50 4T Active Euro 5  |
| ------------------------- | ----------------------------------- |
| Motor                     | 1-Zylinder 4-Takt 2-Ventile         |
| Hubraum                   | 50 cm³                              |
| Bohrung × Hub in mm       | 39 × 41,4 mm                        |
| Höchstgeschwindigkeit     | Mofa: 25 km/h Moped/Roller: 45 km/h |
| Leistung                  | 2,6 kW (3,536 PS)                   |
| Starter                   | Kick-Elektrostarter                 |
| Kraftstoffaufbereitung    | Elektronische Einspritzung          |
| Tankinhalt Benzin         | 6,3 l                               |
| Tankinhalt Öl             | Motoröl: 0,8 l Getriebeöl: 0,12 l   |
| Zündung                   | Elektronische CDI-Zündung           |
| Abgasnorm                 | Euro 5, zum Modelljahr 2021         |
| Vorderradaufhängung       | Hydraulische Teleskopgabel          |
| Hinterradaufhängung       | Hydraulisches Federbein             |
| Leergewicht               | 92 kg                               |
| Reifen vorn (mm/%-Zoll)   | 110/70-12                           |
| Reifen hinten (mm/%-Zoll) | 110/70-12                           |
| Bremsen vorn              | Scheibe (170 mm)                    |
| Bremsen hinten            | Trommel (110 mm)                    |
| Getriebe                  | stufenlose Keilriemenautomatik      |
| Maße (L×B×H)              | 1854 mm × 664 mm × 1156 mm          |
| Sitzhöhe                  | 760 mm                              |
| Staufächer                | Staufach unter der Sitzbank         |
| Preis (Neu)               | 2.009 €                             |